# 1. ŽNL Vukovarsko-srijemska 2006./07.
Prvenstvo je osvojio NK Bedem Ivankovo i time se plasirao u 4. HNL - Istok. Iz lige su u 2. ŽNL Vukovarsko-srijemsku ispali NK Sinđelić Trpinja i NK Mladost Cerić

## Tablica
| Mj. | Klub                              | Sus. | Pob | Rem | Por | GR    | Bod        |
| --- | --------------------------------- | ---- | --- | --- | --- | ----- | ---------- |
| 1.  | NK Bedem Ivankovo                 | 30   | 24  | 2   | 4   | 63:16 | 74         |
| 2.  | NK Zrinski Tordinci               | 30   | 19  | 4   | 7   | 96:49 | 60         |
| 3.  | NK Nosteria Nuštar                | 30   | 16  | 7   | 7   | 71:42 | 55         |
| 4.  | NK Mladost Privlaka               | 30   | 16  | 2   | 12  | 57:45 | 50 ↓1      |
| 5.  | HNK Fruškogorac Ilok              | 30   | 14  | 8   | 8   | 73:50 | 50 ↓1      |
| 6.  | NK HAŠK Jadran Stari Jankovci     | 30   | 15  | 3   | 12  | 55:45 | 48         |
| 7.  | NK Vuteks-Sloga Vukovar           | 30   | 14  | 3   | 13  | 52:42 | 45         |
| 8.  | NK Mladost Antin                  | 30   | 12  | 5   | 13  | 47:42 | 41         |
| 9.  | NK Zrinski Bošnjaci               | 30   | 12  | 2   | 16  | 48:82 | 38 ↓2      |
| 10. | NK Mladost Vođinci                | 30   | 11  | 5   | 14  | 44:57 | 38 ↓2      |
| 11. | NK Meteor Slakovci                | 30   | 12  | 1   | 17  | 42:76 | 37         |
| 12. | NK Tomislav Cerna                 | 30   | 11  | 2   | 17  | 49:59 | 35         |
| 13. | NK Frankopan Rokovci-Andrijaševci | 30   | 11  | 1   | 18  | 44:51 | 34         |
| 14. | NK Sremac Ilača                   | 30   | 9   | 5   | 16  | 42:61 | 32         |
| 15. | NK Sinđelić Trpinja               | 30   | 9   | 1   | 20  | 31:67 | 28         |
| 16. | NK Mladost Cerić                  | 30   | 9   | 1   | 20  | 38:68 | 27 (-1) ↓3 |

## Rezultati
| NK Vuteks-Sloga Vukovar - HNK Frankopan Rokovci-Andrijaševci 2:0 ↓4 NK Sinđelić Trpinja - NK Mladost Privlaka 1:2 NK Bedem Ivankovo - NK Sremac Ilača 5:1 NK Zrinski Bošnjaci - NK Meteor Slakovci 5:0 NK Nosteria Nuštar - NK HAŠK Jadran Stari Jankovci 3:1 NK Zrinski Tordinci - NK Mladost Cerić 5:1 NK Mladost Antin - NK Tomislav Cerna 1:0 HNK Fruškogorac Ilok - NK Mladost Vođinci 2:2  | HNK Frankopan Rokovci-Andrijaševci - HNK Fruškogorac Ilok 5:2 NK Mladost Vođinci - NK Mladost Antin 2:2 NK Mladost Privlaka - NK Vuteks-Sloga Vukovar 3:1 NK Tomislav Cerna - NK Nosteria Nuštar 1:3 NK Zrinski Tordinci - NK Zrinski Bošnjaci 6:1 NK Mladost Cerić - NK HAŠK Jadran Stari Jankovci 1:1 NK Meteor Slakovci - NK Bedem Ivankovo 1:3 NK Sremac Ilača - NK Sinđelić Trpinja 1:2       | NK Vuteks-Sloga Vukovar - NK Sremac Ilača 3:0 ↓5 NK Sinđelić Trpinja - NK Meteor Slakovci 4:0 HNK Fruškogorac Ilok - NK Mladost Privlaka 2:3 NK Bedem Ivankovo - NK Zrinski Tordinci 1:1 NK HAŠK Jadran Stari Jankovci - NK Tomislav Cerna 2:1 NK Zrinski Bošnjaci - NK Mladost Cerić 1:0 NK Nosteria Nuštar - NK Mladost Vođinci 3:1 NK Mladost Antin - HNK Frankopan Rokovci-Andrijaševci 2:0   |
| NK Mladost Privlaka - NK Mladost Antin 1:0 HNK Frankopan Rokovci-Andrijaševci - NK Nosteria Nuštar 0:1 NK Sremac Ilača - HNK Fruškogorac Ilok 5:5 NK Mladost Vođinci - NK HAŠK Jadran Stari Jankovci 1:3 NK Zrinski Bošnjaci - NK Bedem Ivankovo 0:1 NK Mladost Cerić - NK Tomislav Cerna 1:3 NK Zrinski Tordinci - NK Sinđelić Trpinja 3:0 NK Meteor Slakovci - NK Vuteks-Sloga Vukovar 2:4     | NK Vuteks-Sloga Vukovar - NK Zrinski Tordinci 2:4 ↓6 NK Tomislav Cerna - NK Mladost Vođinci 2:3 ↓6 NK Bedem Ivankovo - NK Mladost Cerić 5:1 NK Sinđelić Trpinja - NK Zrinski Bošnjaci 3:1 HNK Fruškogorac Ilok - NK Meteor Slakovci 5:0 NK Mladost Antin - NK Sremac Ilača 3:1 NK Nosteria Nuštar - NK Mladost Privlaka 1:0 NK HAŠK Jadran Stari Jankovci - HNK Frankopan Rokovci-Andrijaševci 6:1 | NK Sremac Ilača - NK Nosteria Nuštar 1:2 NK Mladost Privlaka - NK HAŠK Jadran Stari Jankovci 2:0 NK Meteor Slakovci - NK Mladost Antin 0:2 HNK Frankopan Rokovci-Andrijaševci - NK Tomislav Cerna 0:3 NK Bedem Ivankovo - NK Sinđelić Trpinja 4:0 NK Mladost Cerić - NK Mladost Vođinci 0:2 NK Zrinski Bošnjaci - NK Vuteks-Sloga Vukovar 0:3 NK Zrinski Tordinci - HNK Fruškogorac Ilok 3:3      |
| NK Mladost Antin - NK Zrinski Tordinci 2:1 HNK Fruškogorac Ilok - NK Zrinski Bošnjaci 5:3 NK Nosteria Nuštar - NK Meteor Slakovci 2:0 NK Vuteks-Sloga Vukovar - NK Bedem Ivankovo 0:1 NK Mladost Vođinci - HNK Frankopan Rokovci-Andrijaševci 4:1 NK Sinđelić Trpinja - NK Mladost Cerić 3:1 NK Tomislav Cerna - NK Mladost Privlaka 1:0 NK HAŠK Jadran Stari Jankovci - NK Sremac Ilača 3:0     | NK Meteor Slakovci - NK HAŠK Jadran Stari Jankovci 1:2 NK Sremac Ilača - NK Tomislav Cerna 2:2 NK Zrinski Tordinci - NK Nosteria Nuštar 4:3 NK Mladost Privlaka - NK Mladost Vođinci 4:0 NK Sinđelić Trpinja - NK Vuteks-Sloga Vukovar 1:1 NK Mladost Cerić - HNK Frankopan Rokovci-Andrijaševci 1:0 NK Bedem Ivankovo - HNK Fruškogorac Ilok 1:0 NK Zrinski Bošnjaci - NK Mladost Antin 2:1       | NK Vuteks-Sloga Vukovar - NK Mladost Cerić 5:0 ↓7 NK Mladost Antin - NK Bedem Ivankovo 1:1 NK Nosteria Nuštar - NK Zrinski Bošnjaci 13:2 HNK Fruškogorac Ilok - NK Sinđelić Trpinja 6:0 HNK Frankopan Rokovci-Andrijaševci - NK Mladost Privlaka 1:0 NK Mladost Vođinci - NK Sremac Ilača 3:1 NK Tomislav Cerna - NK Meteor Slakovci 6:0 NK HAŠK Jadran Stari Jankovci - NK Zrinski Tordinci 3:0  |
| NK Vuteks-Sloga Vukovar - HNK Fruškogorac Ilok 2:2 ↓8 NK Meteor Slakovci - NK Mladost Vođinci 4:1 NK Sremac Ilača - HNK Frankopan Rokovci-Andrijaševci 1:4 NK Zrinski Tordinci - NK Tomislav Cerna 6:1 NK Zrinski Bošnjaci - NK HAŠK Jadran Stari Jankovci 0:1 NK Sinđelić Trpinja - NK Mladost Antin 1:0 NK Bedem Ivankovo - NK Nosteria Nuštar 2:0 NK Mladost Cerić - NK Mladost Privlaka 2:0  | NK HAŠK Jadran Stari Jankovci - NK Bedem Ivankovo 1:0 NK Nosteria Nuštar - NK Sinđelić Trpinja 2:0 NK Tomislav Cerna - NK Zrinski Bošnjaci 3:0 NK Mladost Antin - NK Vuteks-Sloga Vukovar 4:1 NK Mladost Privlaka - NK Sremac Ilača 4:1 HNK Fruškogorac Ilok - NK Mladost Cerić 4:1 HNK Frankopan Rokovci-Andrijaševci - NK Meteor Slakovci 7:0 NK Mladost Vođinci - NK Zrinski Tordinci 1:6       | NK Vuteks-Sloga Vukovar - NK Nosteria Nuštar 2:0 ↓9 NK Zrinski Tordinci - HNK Frankopan Rokovci-Andrijaševci 4:2 NK Zrinski Bošnjaci - NK Mladost Vođinci 3:0 NK Meteor Slakovci - NK Mladost Privlaka 2:1 HNK Fruškogorac Ilok - NK Mladost Antin 2:0 NK Mladost Cerić - NK Sremac Ilača 1:0 NK Sinđelić Trpinja - NK HAŠK Jadran Stari Jankovci 3:2 NK Bedem Ivankovo - NK Tomislav Cerna 3:1   |
| NK Tomislav Cerna - NK Sinđelić Trpinja 4:1 NK HAŠK Jadran Stari Jankovci - NK Vuteks-Sloga Vukovar 2:0 NK Mladost Vođinci - NK Bedem Ivankovo 0:1 NK Nosteria Nuštar - HNK Fruškogorac Ilok 2:0 NK Sremac Ilača - NK Meteor Slakovci 1:4 NK Mladost Antin - NK Mladost Cerić 10:0 NK Mladost Privlaka - NK Zrinski Tordinci 3:2 HNK Frankopan Rokovci-Andrijaševci - NK Zrinski Bošnjaci 4:0    | NK Vuteks-Sloga Vukovar - NK Tomislav Cerna 1:1 ↓10 NK Zrinski Bošnjaci - NK Mladost Privlaka 0:4 NK Bedem Ivankovo - HNK Frankopan Rokovci-Andrijaševci 1:0 NK Zrinski Tordinci - NK Sremac Ilača 5:0 NK Mladost Antin - NK Nosteria Nuštar 2:2 NK Mladost Cerić - NK Meteor Slakovci 3:2 HNK Fruškogorac Ilok - NK HAŠK Jadran Stari Jankovci 1:0 NK Sinđelić Trpinja - NK Mladost Vođinci 1:3   | NK Mladost Vođinci - NK Vuteks-Sloga Vukovar 0:1 NK Tomislav Cerna - HNK Fruškogorac Ilok 2:3 HNK Frankopan Rokovci-Andrijaševci - NK Sinđelić Trpinja 1:0 NK HAŠK Jadran Stari Jankovci - NK Mladost Antin 1:2 NK Meteor Slakovci - NK Zrinski Tordinci 1:1 NK Nosteria Nuštar - NK Mladost Cerić 2:1 NK Sremac Ilača - NK Zrinski Bošnjaci 8:0 NK Mladost Privlaka - NK Bedem Ivankovo 1:0      |
| NK Mladost Privlaka - NK Sinđelić Trpinja 4:2 NK Sremac Ilača - NK Bedem Ivankovo 0:2 HNK Frankopan Rokovci-Andrijaševci - NK Vuteks-Sloga Vukovar 3:1 NK Meteor Slakovci - NK Zrinski Bošnjaci 2:4 NK HAŠK Jadran Stari Jankovci - NK Nosteria Nuštar 2:2 NK Mladost Cerić - NK Zrinski Tordinci 4:2 NK Tomislav Cerna - NK Mladost Antin 3:0 NK Mladost Vođinci - HNK Fruškogorac Ilok 0:0     | NK Vuteks-Sloga Vukovar - NK Mladost Privlaka 0:3 ↓11 HNK Fruškogorac Ilok - HNK Frankopan Rokovci-Andrijaševci 0:0 NK Mladost Antin - NK Mladost Vođinci 3:1 NK Nosteria Nuštar - NK Tomislav Cerna 4:2 NK Zrinski Bošnjaci - NK Zrinski Tordinci 2:3 NK HAŠK Jadran Stari Jankovci - NK Mladost Cerić 1:0 NK Bedem Ivankovo - NK Meteor Slakovci 6:0 NK Sinđelić Trpinja - NK Sremac Ilača 1:2   | NK Sremac Ilača - NK Vuteks-Sloga Vukovar 1:0 NK Meteor Slakovci - NK Sinđelić Trpinja 6:0 NK Mladost Privlaka - HNK Fruškogorac Ilok 3:0 NK Zrinski Tordinci - NK Bedem Ivankovo 0:3 NK Tomislav Cerna - NK HAŠK Jadran Stari Jankovci 1:0 NK Mladost Cerić - NK Zrinski Bošnjaci 1:2 NK Mladost Vođinci - NK Nosteria Nuštar 1:1 HNK Frankopan Rokovci-Andrijaševci - NK Mladost Antin 1:0      |
| NK Vuteks-Sloga Vukovar - NK Meteor Slakovci 0:1 ↓12 NK Nosteria Nuštar - HNK Frankopan Rokovci-Andrijaševci 3:0 NK Mladost Antin - NK Mladost Privlaka 0:0 NK HAŠK Jadran Stari Jankovci - NK Mladost Vođinci 1:1 NK Bedem Ivankovo - NK Zrinski Bošnjaci 4:0 NK Tomislav Cerna - NK Mladost Cerić 2:1 NK Sinđelić Trpinja - NK Zrinski Tordinci 0:2 HNK Fruškogorac Ilok - NK Sremac Ilača 1:1 | NK Meteor Slakovci - HNK Fruškogorac Ilok 2:0 NK Zrinski Bošnjaci - NK Sinđelić Trpinja 4:2 NK Sremac Ilača - NK Mladost Antin 1:1 NK Mladost Vođinci - NK Tomislav Cerna 2:1 NK Mladost Cerić - NK Bedem Ivankovo 1:2 HNK Frankopan Rokovci-Andrijaševci - NK HAŠK Jadran Stari Jankovci 2:0 NK Mladost Privlaka - NK Nosteria Nuštar 2:2 NK Zrinski Tordinci - NK Vuteks-Sloga Vukovar 4:1 ↓13   | NK Vuteks-Sloga Vukovar - NK Zrinski Bošnjaci 2:0 ↓14 NK HAŠK Jadran Stari Jankovci - NK Mladost Privlaka 5:1 NK Nosteria Nuštar - NK Sremac Ilača 3:3 NK Tomislav Cerna - HNK Frankopan Rokovci-Andrijaševci 1:0 NK Sinđelić Trpinja - NK Bedem Ivankovo 0:1 NK Mladost Vođinci - NK Mladost Cerić 1:0 HNK Fruškogorac Ilok - NK Zrinski Tordinci 5:2 NK Mladost Antin - NK Meteor Slakovci 2:1  |
| NK Zrinski Tordinci - NK Mladost Antin 3:1 NK Zrinski Bošnjaci - HNK Fruškogorac Ilok 1:1 NK Meteor Slakovci - NK Nosteria Nuštar 2:1 NK Bedem Ivankovo - NK Vuteks-Sloga Vukovar 1:0 HNK Frankopan Rokovci-Andrijaševci - NK Mladost Vođinci 3:1 NK Mladost Cerić - NK Sinđelić Trpinja 5:0 NK Mladost Privlaka - NK Tomislav Cerna 2:1 NK Sremac Ilača - NK HAŠK Jadran Stari Jankovci 2:0     | NK Vuteks-Sloga Vukovar - NK Sinđelić Trpinja 1:0 ↓15 NK Tomislav Cerna - NK Sremac Ilača 1:0 NK Mladost Vođinci - NK Mladost Privlaka 4:0 NK HAŠK Jadran Stari Jankovci - NK Meteor Slakovci 3:1 NK Nosteria Nuštar - NK Zrinski Tordinci 2:2 HNK Fruškogorac Ilok - NK Bedem Ivankovo 2:0 NK Mladost Antin - NK Zrinski Bošnjaci 0:3 HNK Frankopan Rokovci-Andrijaševci - NK Mladost Cerić 3:0   | NK Zrinski Bošnjaci - NK Nosteria Nuštar 3:3 NK Bedem Ivankovo - NK Mladost Antin 1:0 NK Zrinski Tordinci - NK HAŠK Jadran Stari Jankovci 2:1 NK Sinđelić Trpinja - HNK Fruškogorac Ilok 0:2 NK Mladost Privlaka - HNK Frankopan Rokovci-Andrijaševci 6:2 NK Mladost Cerić - NK Vuteks-Sloga Vukovar 2:0 NK Sremac Ilača - NK Mladost Vođinci 2:1 NK Meteor Slakovci - NK Tomislav Cerna 2:0      |
| NK Tomislav Cerna - NK Zrinski Tordinci 0:3 NK Mladost Vođinci - NK Meteor Slakovci 2:1 NK HAŠK Jadran Stari Jankovci - NK Zrinski Bošnjaci 6:1 HNK Frankopan Rokovci-Andrijaševci - NK Sremac Ilača 1:2 HNK Fruškogorac Ilok - NK Vuteks-Sloga Vukovar 3:2 NK Mladost Privlaka - NK Mladost Cerić 4:2 NK Mladost Antin - NK Sinđelić Trpinja 4:0 NK Nosteria Nuštar - NK Bedem Ivankovo 2:1     | NK Vuteks-Sloga Vukovar - NK Mladost Antin 2:1 ↓16 NK Bedem Ivankovo - NK HAŠK Jadran Stari Jankovci 4:0 NK Zrinski Bošnjaci - NK Tomislav Cerna 4:2 NK Sinđelić Trpinja - NK Nosteria Nuštar 1:0 NK Sremac Ilača - NK Mladost Privlaka 2:1 NK Mladost Cerić - HNK Fruškogorac Ilok 4:2 NK Meteor Slakovci - HNK Frankopan Rokovci-Andrijaševci 2:0 NK Zrinski Tordinci - NK Mladost Vođinci 2:1   | NK Mladost Vođinci - NK Zrinski Bošnjaci 3:2 HNK Frankopan Rokovci-Andrijaševci - NK Zrinski Tordinci 1:3 NK Tomislav Cerna - NK Bedem Ivankovo 1:2 NK Mladost Privlaka - NK Meteor Slakovci 0:2 NK Mladost Antin - HNK Fruškogorac Ilok 0:2 NK Sremac Ilača - NK Mladost Cerić 1:0 NK Nosteria Nuštar - NK Vuteks-Sloga Vukovar 0:2 NK HAŠK Jadran Stari Jankovci - NK Sinđelić Trpinja 1:0      |
| NK Vuteks-Sloga Vukovar - NK HAŠK Jadran Stari Jankovci 6:1 ↓17 NK Sinđelić Trpinja - NK Tomislav Cerna 3:1 NK Bedem Ivankovo - NK Mladost Vođinci 3:0 HNK Fruškogorac Ilok - NK Nosteria Nuštar 4:1 NK Meteor Slakovci - NK Sremac Ilača 1:0 NK Mladost Cerić - NK Mladost Antin 3:0 NK Zrinski Tordinci - NK Mladost Privlaka 6:2 NK Zrinski Bošnjaci - HNK Frankopan Rokovci-Andrijaševci 2:1 | HNK Frankopan Rokovci-Andrijaševci - NK Bedem Ivankovo 1:2 NK Mladost Privlaka - NK Zrinski Bošnjaci 0:1 NK Mladost Vođinci - NK Sinđelić Trpinja 3:1 NK Sremac Ilača - NK Zrinski Tordinci 2:1 NK Nosteria Nuštar - NK Mladost Antin 5:0 NK Meteor Slakovci - NK Mladost Cerić 2:1 NK HAŠK Jadran Stari Jankovci - HNK Fruškogorac Ilok 5:3 NK Tomislav Cerna - NK Vuteks-Sloga Vukovar 2:4       | NK Vuteks-Sloga Vukovar - NK Mladost Vođinci 3:0 HNK Fruškogorac Ilok - NK Tomislav Cerna 6:0 NK Sinđelić Trpinja - HNK Frankopan Rokovci-Andrijaševci 1:0 NK Mladost Antin - NK HAŠK Jadran Stari Jankovci 3:1 NK Zrinski Tordinci - NK Meteor Slakovci 10:0 NK Mladost Cerić - NK Nosteria Nuštar 0:3 ↓18 NK Zrinski Bošnjaci - NK Sremac Ilača 1:0 NK Bedem Ivankovo - NK Mladost Privlaka 2:1 |